# Арсеноліт

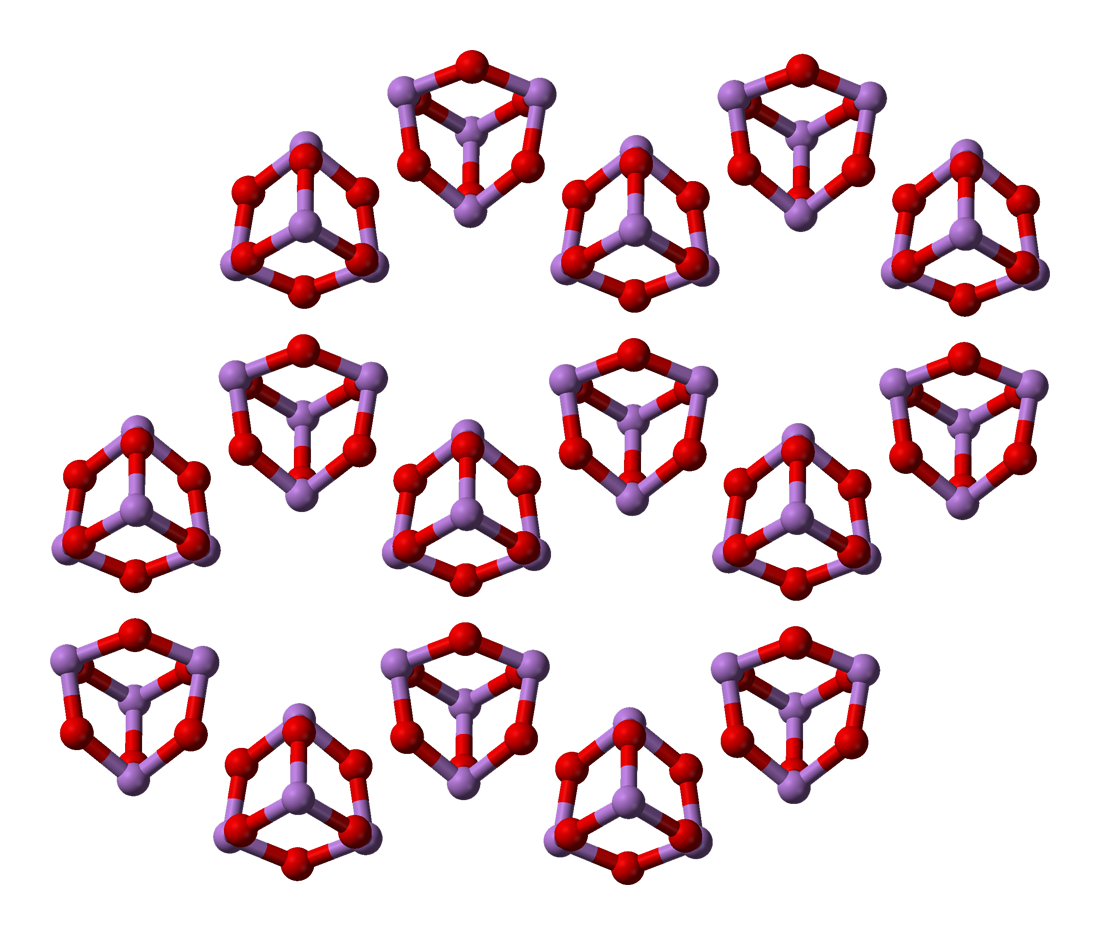
Структура арсеноліту

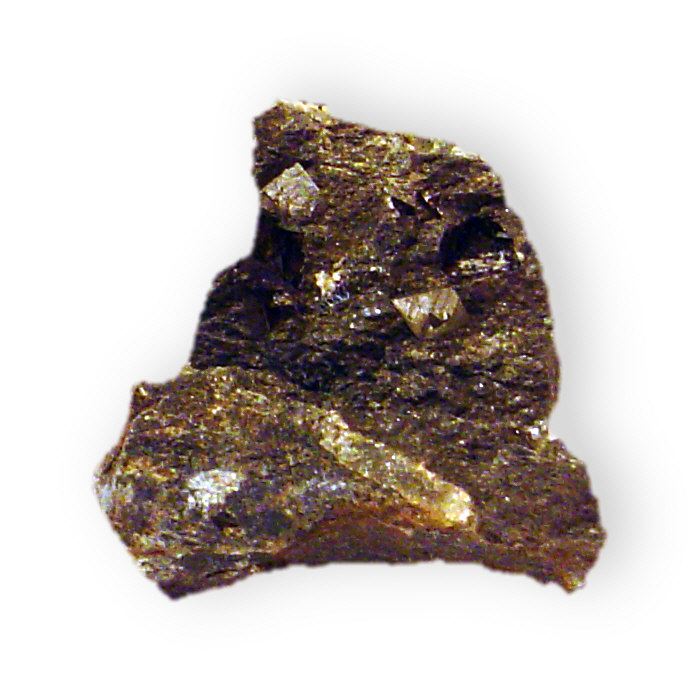
Арсеноліт, Невада

Арсеноліт — мінерал, оксид арсену. 

## Загальний опис
Хімічна формула: As2O3. Містить (%): As — 75,8; О — 24,2.
Сингонія кубічна.
Густина 3,8.
Твердість 1,5.
Колір чисто-білий або з різними відтінками.
Риса біла.
Блиск скляний.
Злом раковистий.
Прозорий.
Структура напівметалічна молекулярна. Поліморфний з клодетитом.
Ізоструктурний з сенармонтитом Sb2S3 і селенітом Ві2О3. Продукт окиснення руд арсену, а також згону при підземних пожежах у рудниках і вугільних пластах.
Знаходиться разом з клодетитом, еритрином, реальгаром, аурипігментом. Рідкісний.